# Stoterstang
| Kleppen met tuimelaars, stoterstangen en onderliggende nokkenas |
| De Harley Davidson "Knucklehead" uit 1940                       |

De stoterstang in een verbrandingsmotor bedient de klep en wordt aangedreven door een nokkenas. De stoterstang komt tegen de tuimelaar aan en duwt zo de klep tegen de veerdruk open. Stoterstangen komen alleen voor bij motoren met een onderliggende of hoogliggende nokkenas. Bij watergekoelde motoren lopen ze door het motorblok en bij luchtgekoelde motoren in buizen aan de buitenkant; bij scheepsmotoren kunnen ze vrij liggen, zodat de beweging zichtbaar is.
Stoterstangen beperken door hun op en neer gaande beweging het toerental waarmee de motor kan draaien. Bij hoge toerentallen volgen ze de nokkenas niet meer, zodat de kleppen gaan 'zweven'. Daardoor wordt de aan- en afvoer van het verbrandingsmengsel verstoord, en als de kleppen de zuigers raken kan een kapitale schade ontstaan. Veel moderne motoren hebben een bovenliggende nokkenas in de cilinderkop. Daarbij zijn geen stoterstangen nodig en kunnen hogere toerentallen gehaald worden. Dergelijke motoren zijn door hun ingewikkelde cilinderkop wel duurder in fabricage en onderhoud.
Bij motorfietsen komen nog vaak stoterstangen voor. Traditioneel hebben de luchtgekoelde tweecilinders van de Harley-Davidson en van Buell stoterstangen. Yamaha past stoterstangen toe in de modellen MT-01 en XV1900 Midnight Star.

## Zie ook

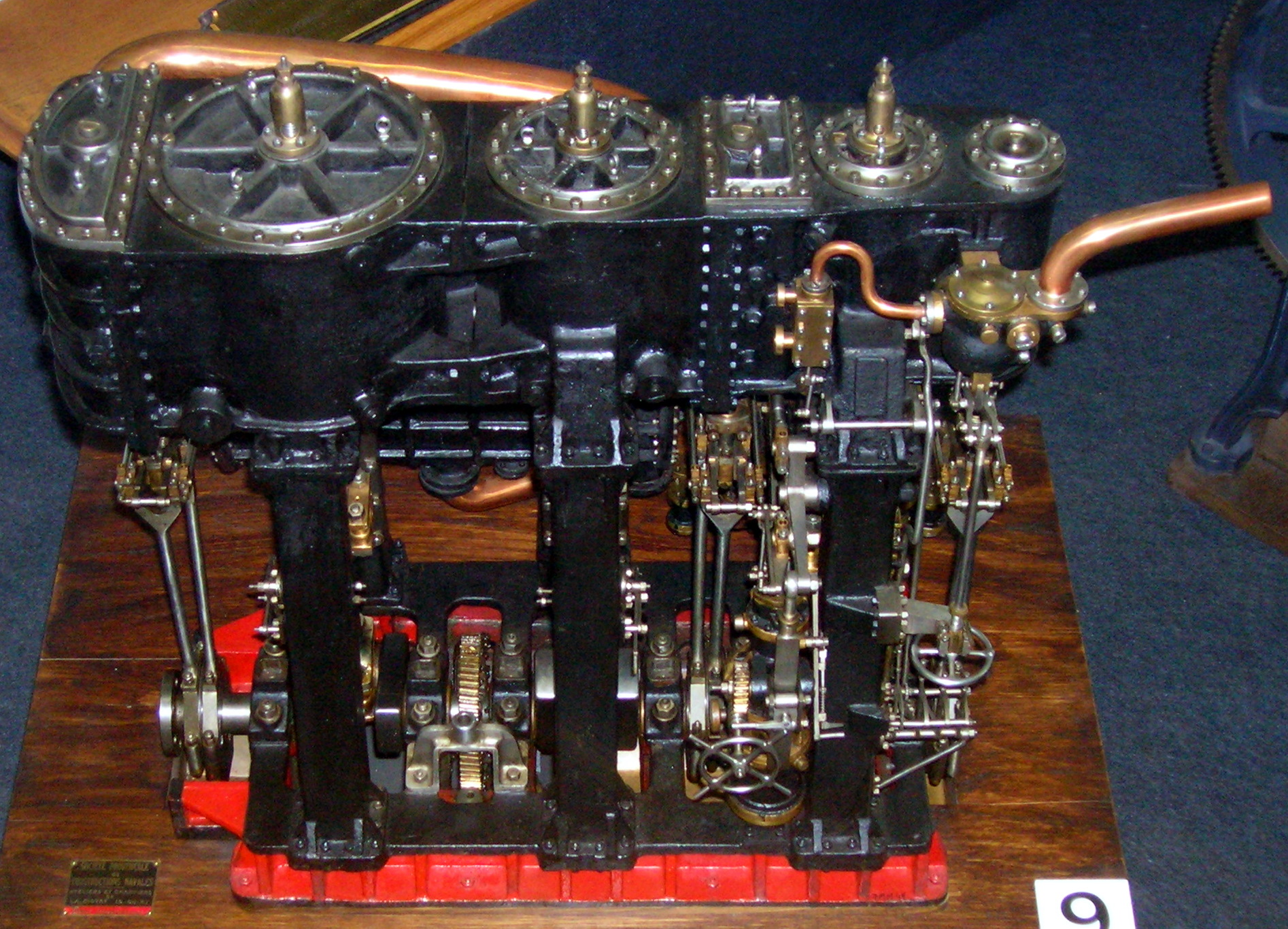
Model van een scheepsmotor uit 1920. De dubbele verticale stangen zijn de stoterstangen; ook de tuimelaars liggen vrij.